# Epiblastus chimbuensis
Lan dạ bích Chimbu (danh pháp hai phần: Epiblastus chimbuensis) là một loài thực vật có hoa trong họ Lan (Orchidaceae). Loài này được P.Royen mô tả khoa học đầu tiên năm 1979.